# Zbyšek Horák
Zbyšek Horák (* 26. května 1966) je český moderátor a dabér. V současné době působí především v dabingu. Daboval řadu menších rolí v televizních seriálech, v celovečerních filmech, ale především natočil stovky komentářů k dokumentárním filmům.
Poprvé se ve sdělovacích prostředcích objevil v roce 1985 jako hlasatel zpravodajství tehdejšího Československého rozhlasu. V 90. letech 20. století působil v soukromých rozhlasových stanicích rádia Vox, rádia Alfa i na televizní obrazovce České televize a TV Nova. Na přelomu století se vrátil do Českého rozhlasu. Zde se podílel kromě jiného na vzniku regionální stanice Český rozhlas Region střední Čechy.
V televizi působil jako moderátor krátkých zpráv České televize v první polovině 90. let 20. století, jako představitel totalitního hlasatele zpráv ze zábavného pořadu TV Nova Tenkrát na východě, nebo jako moderátor regionálního zpravodajství TV Nova z Prahy a středních Čech. Několik let byl jedním z hlasů, uvádějících programové nabídky TV Prima. Od roku 2009 dabuje Jeremyho Clarksona, jednoho ze tří moderátorů motoristické show Top Gear. Známé jsou jeho čtené komentáře reportáží v pořadu Toulavá kamera.

## Audioknihy
- 2017 Problém tří těles, Audiotéka
- 2018 Cíl, Audiotéka
- 2018 Zpověď lovce ekonomik, Audiotéka
- 2018 Temný les, Audiotéka
- 2018 Leonardo da Vinci, Audiotéka
- 2019 Vzpomínka na Zemi, Audiotéka
- 2019 Pastýř, Audiotéka
- 2019 Pohřbívání svobody, Audiotéka
- 2019 Kulový blesk, Audiotéka
- 2020 Žlutý trikot, Audiotéka
- 2023 Trefit hřebík po hlavičce, Audiotéka